# 陆粲
陸粲（1494年—1553年），字子餘，一字浚明、子潛，號貞山，直隸蘇州府長洲縣人，明朝政治人物。陸完族姪。

## 生平
陸粲與兄陸煥、弟陸采，自相師友，時人稱“三鳳”。王鏊對其十分賞識，曾說：“此子必以文名天下。”嘉靖四年（1525年）乙酉科應天鄉試第四名舉人，五年（1526年）丙戌科進士。選庶吉士，授工科給事中，因彈劾張璁、桂萼，兩度下獄，謫都勻府都鎮驛丞，十年（1531年）升永新縣知縣，十三年（1534年）致仕歸里，居鄉十八年，三十年（1552年）十二月二十五日去世。

## 著作
著有《陸子餘集》、《庚巳編》、《左傳附註》、《春秋胡氏傳辨疑》等。
與弟陸采共同創作《王仙客無雙傳奇》。

## 家族
陸氏為江南大姓。陸粲家族從其十世祖起遷居陳湖，稱為“陳湖陸氏”。高祖陸守道；曾祖陸瑄；祖父陸溱；父陸應賓；伯父陸應龍為弘治十二年（1499年）己未科進士。母為胡琮長女。妻為盛應期女。有一子陸延枝，娶毛氏。二女：長女嫁王鏊孫、王延喆子王有壬,有子王禹聲；次女嫁太學生史訪。

## 延伸阅读
[在维基数据编辑]
 《明史卷二百〇六》，出自《明史》
 在维基共享资源阅览影像